# 5.
◄ | 1. stoljeće pr. Kr. | 1. stoljeće | 2. stoljeće | ►
◄ | 20-ih pr. Kr. | 10-ih pr. Kr. | 0-ih pr. Kr. | 0-ih | 10-ih | 20-ih | 30-ih | ►
◄◄ | ◄ | 2. | 3. | 4. | 5. | 6. | 7. | 8. | ► | ►►
Astronomija • Književnost • Kršćanstvo

## Događaji
- Tiberije osvaja Donju Germaniju

## Rođenja
- Ruzi Ying

## Vanjske poveznice
|  | Zajednički poslužitelj ima još gradiva o temi 5. |